# إيفا كاثرين كلاب
إيفا كاثرين كلاب (بالإنجليزية: Eva Katherine Clapp) (1857 - 1916)؛ شاعرة، كاتِبة، كاتبة للأطفال وروائية أمريكية.